# 北京大学第三医院
北京大学第三医院，简称“北医三院”，始建于1958年，是附属于北京大学的一所大型综合性医院，同时承担北京大学第三临床医学院的任务。是1993年中华人民共和国卫生部审定的三级甲等医院。
1988年，中国大陆首例试管婴儿在北医三院顺利诞生。
2013年12月29日，北京大学第三医院接管了北京市海淀医院的经营权，并将其挂名为“北医三院海淀院区”。实行托管后，北医三院向海淀医院输出人才、技术，负责经营管理，但同时保持海淀医院所有权仍归海淀区政府，人员归属和财产不变
2019年5月16日，北京大学第三医院与北方置业集团签署了《兵器工业北京北方医院整体移交协议》。2020年7月1日，兵器工业北京北方医院正式整体移交成为北京大学第三医院的北方院区。

## 院区
北京大学第三医院有以下院区：

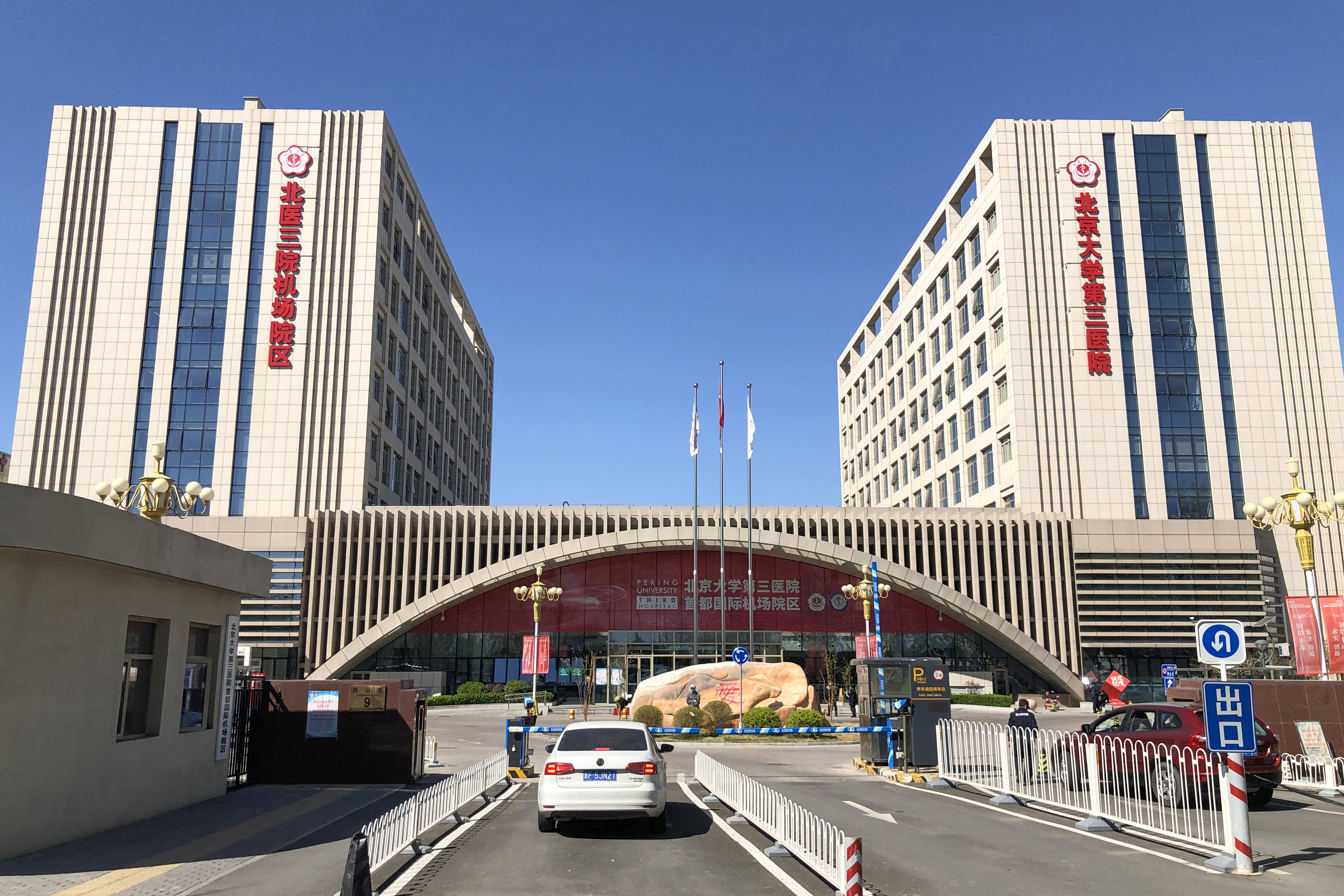
北医三院首都机场院区

- 北京大学第三医院：位于北京市海淀区花园北路49号
- 北京大学第三医院第二门诊部：位于北京海淀区西三旗育新小区内23号楼
- 北京大学第三医院中央党校院区：位于北京市海淀区大有庄100号
- 北京大学第三医院海淀院区（即北京市海淀医院）：位于北京市海淀区中关村大街29号
- 北京大学第三医院首都国际机场院区：位于北京市朝阳区机场南路东里17号
- 北京大学第三医院北方院区：位于北京市海淀区蓝靛厂南路车道沟10号

此外，位于西北旺地区亮甲店的海淀区北部医疗中心正在建设，建成后将由北京大学第三医院和海淀区妇幼保健院共同开展医疗服务，2025年4月挂牌为“北京大学第三医院海淀北部院区”。